# Peelite
Peelites eram uma facção dissidente do Partido Conservador Britânico, que existiu de 1846 a 1859, na proposta de baixar os preços dos alimentos revogando as Corn Laws para enfrentar a grande fome na Irlanda. Eles receberam esse nome porque foram inicialmente liderados por Sir Robert Peel, que foi primeiro-ministro britânico e líder do Partido Conservador em 1846.

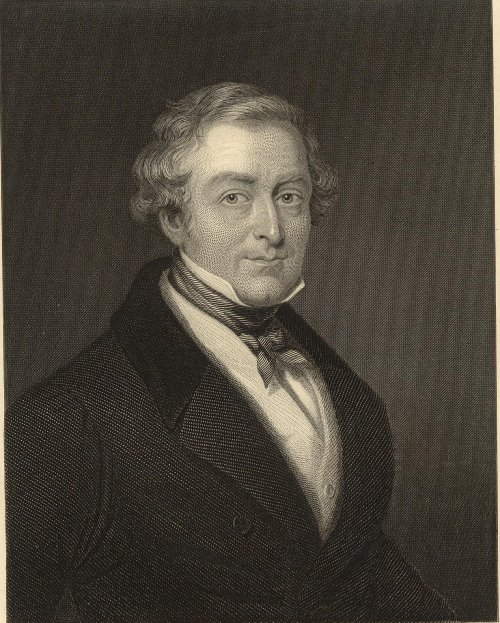
Sir Robert Peel, líder dos Peelites.

Os peelites apoiavam o livre comércio enquanto a maior parte do Partido Conservador permaneceu protecionista. Os Peelites mais tarde se fundiram com os Whigs e os Radicais para formar o Partido Liberal em 1859.